# Glaire
Glaire är en kommun i departementet Ardennes i regionen Grand Est (tidigare regionen Champagne-Ardenne) i nordöstra Frankrike. Kommunen ligger  i kantonen Sedan-Nord som ligger i arrondissementet Sedan. År 2022 hade Glaire 824 invånare.

## Befolkningsutveckling
Antalet invånare i kommunen Glaire
Referens: INSEE